# پیرپسر

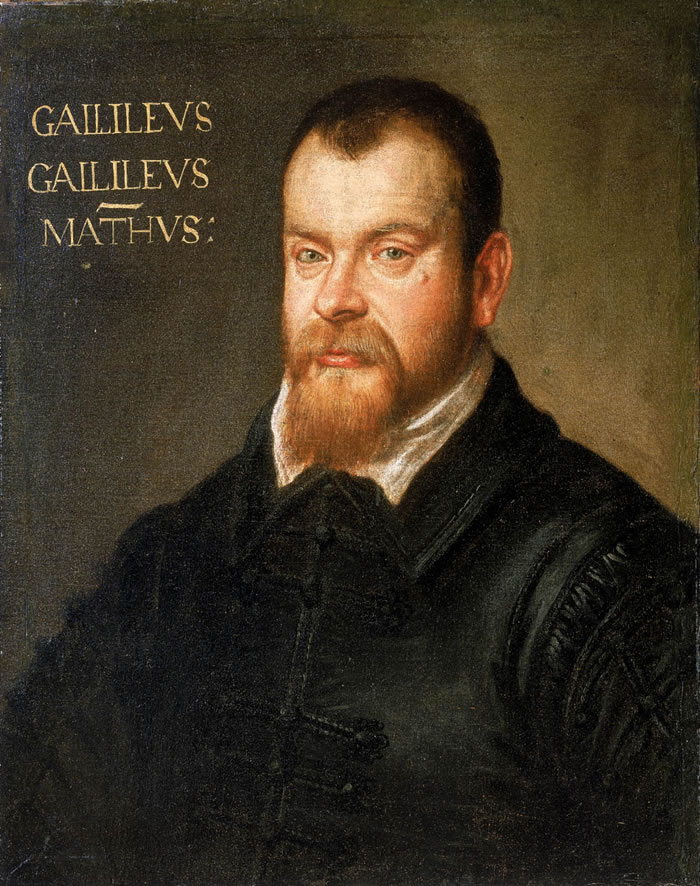
گالیلئو گالیله اخترشناس، فیزیک‌دان و مهندس ایتالیایی پیرپسری بود از مارینا گامبا سه فرزند داشت ولی هرگز ازدواج نکرد.

پیرپسر یا مرد عزب در فرهنگ عامه به مرد مجردی گفته می‌شود که سنش از دوران ازدواج گذشته و احتمال ازدواج وی بعید به نظر می‌رسد.